# 1045

## Evenimente
- 20 ianuarie - 10 martie: Are loc pontificatul Papei Silvestru al III-lea.
- 23 ianuarie: Regele Angliei Eduard Confesorul se căsătorește cu Edith de Wessex.
- 5 mai: Debutul pontificatului papei Grigore al VI-lea.

### Nedatate
- aprilie: Al doilea pontificat al papei Benedict al IX-lea.
- Ungurii devin vasalii Sfântului Imperiu Roman.

## Arte, științe, literatură și filozofie
- Începe construcția catedralei Sf. Sofia din Novgorod, finalizată în 1050.

## Nașteri
- Ștefan al II-lea de Blois, conte de Blois și de Chartres (d. 1102)

## Decese
- dată necunoscută: Rainulf Drengot  (n. ?)
- 25 mai: Otto de Vermandois  (n. 985)
- dată necunoscută: Henric de Montferrat  (n. 1020)
- dată necunoscută: Asclettin de Aversa  (n. ?)
- dată necunoscută: Asclettin de Acerenza  (n. 1000)